# Sittande vid Jesu fötter
Sittande vid Jesu fötter är en psalm som baseras på Lukasevangeliet 10:39. Den skrevs av en okänd amerikansk sångförfattare med initialerna "J. H." och publicerades 1890 i USA och blev snart översatt till svenska. 

## Publicerad i
- Herde-Rösten 1892 som nr 352.
- Ungdomsstjärnan 1911 som ungdomssång.